# Droga krajowa nr 7 (Węgry)

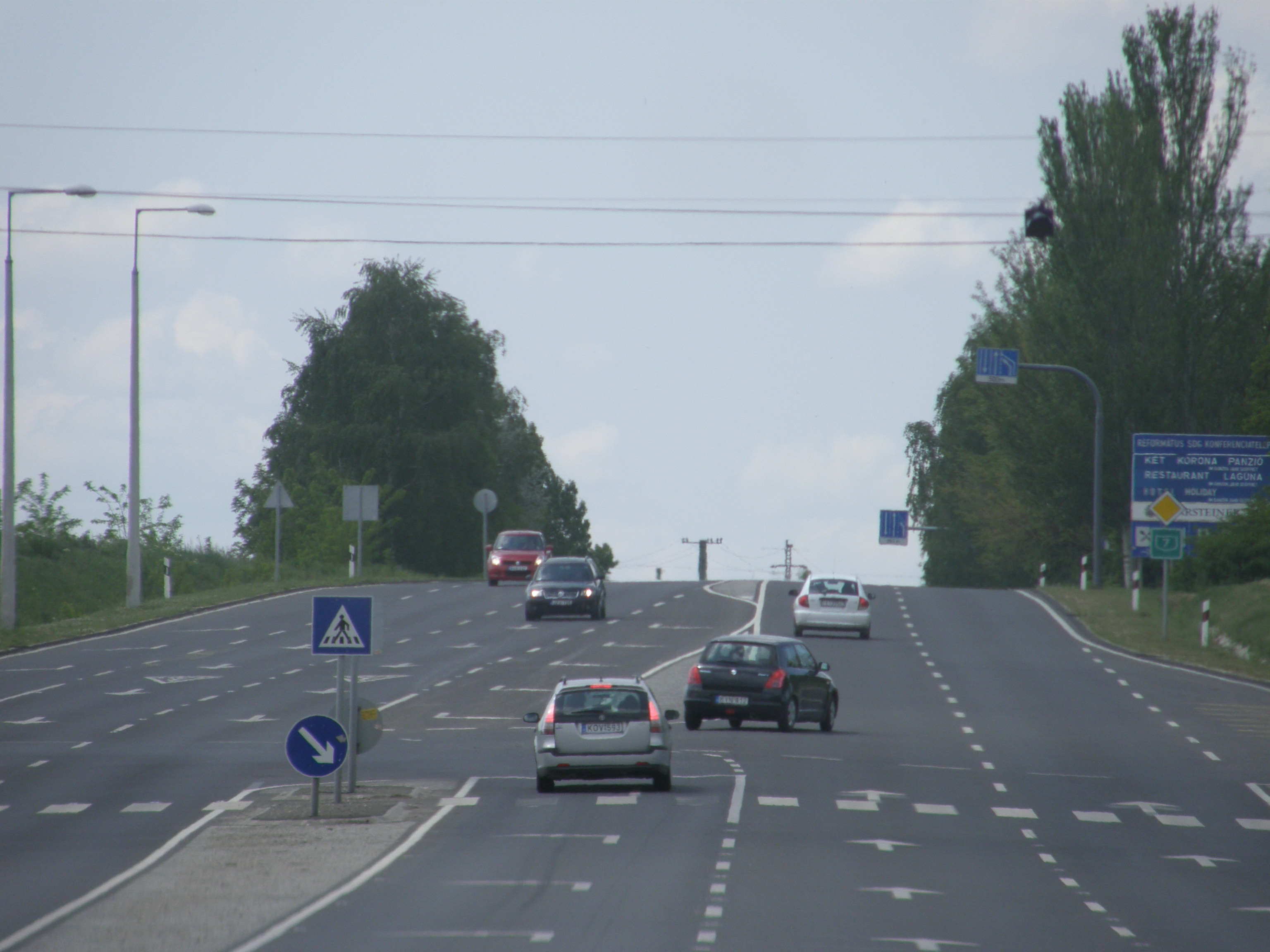
Droga nr 7 za miejscowością Balatonszárszó

Droga krajowa nr 7 (węg. 7-es főút) – droga krajowa na Węgrzech. Łączy Węgry z Chorwacją-Slawonią i ze Słowenią (Budapeszt z Zagrzebiem). Zdublowana przez autostradę M7. Długość - 239 km. Przebieg: 
- Budapeszt - skrzyżowanie z 1, M1 i M0
- Érd – wspólny odcinek z 6, skrzyżowanie z M6
- Martonvásár
- Velence
- Gárdony
- Székesfehérvár – skrzyżowanie z M7, 62, 811, 81, wspólny odcinek z 8
- Polgárdi – skrzyżowanie z 63, M9, 56 i 65
- Lepsény – skrzyżowanie z 71
- Enying – skrzyżowanie z 64
- Siófok – skrzyżowanie z M7 i z 65
- Balatonföldvár
- Balatonlelle – skrzyżowanie z 67
- Balatonboglár
- Fonyód
- Balatonkeresztúr – skrzyżowanie z 68 i z M7
- Zalakomár – skrzyżowanie z M7 (planowane)
- Nagykanizsa – skrzyżowanie z 61 i z 71
- Sormás – skrzyżowanie z M7
- Letenye – skrzyżowanie z M70
- przejście graniczne Letenye - Goričan – połączenie z chorwacką autostradą A4